# Вечный огонь (мемориал, Тюмень)
Мемориал «Вечный огонь» в Тюмени был создан ленинградскими авторами и открыт 9 мая 1968 года. Реставрация, ремонт и создание барельефа осуществлены в 2015 году.
Мемориал располагается на Исторической площади Тюмени и включает в себя Вечный огонь, монумент памяти погибших воинов Великой Отечественной войны (высота 28 метров) и вновь созданный барельеф «Тюмень-Победителям». На плите рядом с ним выбиты имена тюменцев, ставших Героями Советского Союза и полными кавалерами Ордена Славы.
Весной 2015 года к 70-летнему юбилею Победы в ВОВ при поддержке губернатора Тюменской области В. В. Якушева Администрация города Тюмени преподнесла подарок всем ветеранам, жителям и гостям города. Мемориал приобрел обновленный, современный вид. Центральная стела мемориала была облицована гранитными плитами, отреставрированы все надписи и декоративные элементы. В центральной части площади был создан масштабный исторический барельеф «Тюмень — Победителям» (бронза, размеры 21,0 м. x 3,6 м.) Авторы барельефа — Сергей Титлинов, Александр Медведев и Сергей Савин создали развернутый монументальный рассказ о всех основных битвах Великой отечественной с включением в барельеф строк из популярных песен, стихов, известных приказов командования Красной армии.
По просьбам городского Совета ветеранов войны и труда в барельефе отражены герои тыла Тюменской области и основные тыловые достижения тех сложных лет. Драматургия монументального барельефа разворачивается от первых дней войны до победного июня 1945 года. В рельеф вплавлены оригинальные исторические артефакты минувшей войны: винтовка Мосина, найденная поисковыми отрядами Подмосковья, гильзы от снарядов, подаренные сотрудниками Государственного военно-исторического музея-заповедника «Прохоровское поле», макет блокадной пайки хлеба, точные размеры которой присланы Санкт-Петербургским музеем хлеба. В основу скульптурных персонажей барельефа положены реальные судьбы россиян, имеющими прототипы с фамилиями и биографиями.
После открытия мемориал «Вечный огонь» с новым барельефом «Тюмень-Победителям» стал любимым местом посещения горожан и гостей города. Педагоги проводят здесь уроки истории, военные учебные заведения — уроки патриотического воспитания, ветераны собираются у барельефа, чтобы встретить однополчан и почитать стихи. Возникла народная инициатива — приглашать автора Сергея Титлинова (Екатеринбург) для рассказа о содержании рельефа. Такие встречи с автором проводятся ежемесячно и подаются заявки на будущие встречи.
Барельеф «Тюмень-Победителям» был номинирован на Премию Правительства РФ в области культуры за 2015 год.